# Freiburger Fußball-Club 1897 1981-1982
Questa voce raccoglie le informazioni riguardanti il Freiburger Fußball-Club 1897 nelle competizioni ufficiali della stagione 1981-1982.

## Stagione
Nella stagione 1981-1982 il Freiburger, allenato da Horst Heese, Hans Linsenmaier e Siegfried Melzig, concluse il campionato di 2. Bundesliga al 19º posto. In Coppa di Germania il Freiburger fu eliminato agli ottavi di finale dal Bayern Monaco.

## Rosa
| N. |                     | Ruolo | Calciatore          |
| -- | ------------------- | ----- | ------------------- |
|    | Germania (bandiera) | P     | Karl Armbrust       |
|    | Germania (bandiera) | P     | Wolfgang Dotzauer   |
|    | Germania (bandiera) | P     | Norbert Piechowsky  |
|    | Germania (bandiera) | D     | Volker Faß          |
|    | Germania (bandiera) | D     | Hartmut Konschal    |
|    | Germania (bandiera) | D     | Udo Lay             |
|    | Germania (bandiera) | D     | Rolf-Dieter Öttle   |
|    | Germania (bandiera) | D     | Thomas Schneider    |
|    | Germania (bandiera) | C     | Andreas Braun       |
|    | Germania (bandiera) | C     | Heinz-Dieter Derigs |
|    | Germania (bandiera) | C     | Michael Kuntze      |

| N. |                     | Ruolo | Calciatore        |
| -- | ------------------- | ----- | ----------------- |
|    | Germania (bandiera) | C     | Jörg Linsenmaier  |
|    | Germania (bandiera) | C     | Ulli Löffler      |
|    | Polonia (bandiera)  | C     | Marian Respondek  |
|    | Germania (bandiera) | C     | Karl-Heinz Schulz |
|    | Germania (bandiera) | A     | Karl-Heinz Bühler |
|    | Germania (bandiera) | A     | Urban Klausmann   |
|    | Germania (bandiera) | A     | Paul Linz         |
|    | Germania (bandiera) | A     | Ralf Obermann     |
|    | Germania (bandiera) | A     | Ralf Obermüller   |
|    | Germania (bandiera) | A     | Harald Schwehr    |

## Organigramma societario
Area tecnica
- Allenatore: Siegfried Melzig
- Allenatore in seconda:
- Preparatore dei portieri:
- Preparatori atletici:

## Calciomercato

### Sessione estiva
| Acquisti | Acquisti         | Acquisti         | Acquisti |
| R.       | Nome             | da               | Modalità |
| -------- | ---------------- | ---------------- | -------- |
| D        | Hartmut Konschal | Werder Brema     |          |
| D        | Volker Faß       | Friburgo         |          |
| A        | Urban Klausmann  | Rot-Weiss Essen  |          |
| C        | Marian Respondek | Waldhof Mannheim |          |
| A        | Harald Schwehr   | Ulma             |          |

| Cessioni | Cessioni        | Cessioni         | Cessioni |
| R.       | Nome            | a                | Modalità |
| -------- | --------------- | ---------------- | -------- |
| P        | Yves Bischoff   | Pierrots Vauban  |          |
| C        | Niels Poulsen   | Herfølge         |          |
| D        | Helmut Zahn     | Darmstadt        |          |
| C        | Norbert Ziegler | Viktoria Colonia |          |

### Sessione invernale
| Acquisti | Acquisti | Acquisti | Acquisti |
| R.       | Nome     | da       | Modalità |
| -------- | -------- | -------- | -------- |

| Cessioni | Cessioni | Cessioni | Cessioni |
| R.       | Nome     | a        | Modalità |
| -------- | -------- | -------- | -------- |

## Risultati

### 2. Bundesliga

#### Girone di andata
| Arbitro: | Ermer |

|                      |           |  |
| Linz 44’ Schwehr 74’ | Marcatori |  |

| Arbitro: | Pauly |

|          |           |               |
| Zyla 89’ | Marcatori | 70’ Respondek |

| Arbitro: | Schraivogel |

|                          |           |                      |
| Schulz 22’ Respondek 86’ | Marcatori | 8’ Krause 35’ Kutzop |

| Arbitro: | Theobald |

|                   |           |                |
| Völler 60’ (rig.) | Marcatori | 68’ Obermüller |

| Arbitro: | Eli |

|                  |           |  |
| Schwehr 47’, 89’ | Marcatori |  |

| Arbitro: | Möller |

|                                                         |           |                         |
| Daras 19’ Witt 55’, 84’ Seegler 79’ (rig.) Đorđević 86’ | Marcatori | 47’ Lay 89’ (rig.) Linz |

| Arbitro: | Wuttke |

|                                |           |                                          |
| Elgert 3’ Geier 22’ Janzon 60’ | Marcatori | 14’ Schulz 27’ (aut.) Drexler 31’ Derigs |

| Arbitro: | Huster |

|            |           |              |
| Derigs 40’ | Marcatori | 31’ Sinnigen |

| Arbitro: | Ulm |

|                      |           |          |
| Walter 21’ Makan 87’ | Marcatori | 53’ Linz |

| Arbitro: | Ahlenfelder |

|                           |           |                          |
| Linz 39’, 68’ Löffler 85’ | Marcatori | 21’ Schmitz 81’ Sommerer |

| Arbitro: | Uhlig |

|                                                             |           |                             |
| Kleppinger 13’ (rig.) Schatzschneider 27’ (rig.) Hayduk 39’ | Marcatori | 19’, 44’ Derigs 37’ Schwehr |

| Arbitro: | Kautschor |

|                                      |           |                       |
| Linz 21’, 87’ Derigs 45’ Schwehr 82’ | Marcatori | 16’ Oehrlein 73’ Klag |

| Arbitro: | Wahmann |

|                        |           |          |
| Weber 27’ Ritschel 59’ | Marcatori | 24’ Linz |

| Arbitro: | Horeis |

|                     |           |                                  |
| Derigs 70’ Linz 75’ | Marcatori | 28’ Mohr 43’ Wesseler 65’ Remark |

| Arbitro: | Barnick |

|                                      |           |                                  |
| Vittinghoff 21’ Werres 33’ Gless 66’ | Marcatori | 14’ Obermüller 87’ (rig.) Derigs |

| Arbitro: | Engel |

|               |           |            |
| Respondek 42’ | Marcatori | 64’ Birner |

| Arbitro: | Waltert |

|                                          |           |  |
| Zaczyk 19’ (rig.) Pallaks 35’ Döring 79’ | Marcatori |  |

| Arbitro: | Schmidhuber |

|                           |           |             |
| Schwehr 41’, 80’ Linz 75’ | Marcatori | 88’ Timmler |

| Arbitro: | Messmer |

|                           |           |             |
| Täuber 9’ Turcik 51’, 69’ | Marcatori | 48’ Schwehr |

#### Girone di ritorno
| Arbitro: | Linn |

|                                           |           |            |
| Schuhmacher 52’ Loontiens 88’ Raschid 90’ | Marcatori | 54’ Schulz |

| Arbitro: | Dellwing |

|  |           |                                    |
|  | Marcatori | 73’ (rig.) Reiners 83’, 88’ Kunkel |

| Arbitro: | Meijerink |

|                                    |           |  |
| Kutzop 39’ Krause 63’ Franusch 68’ | Marcatori |  |

| Arbitro: | Wippker |

|                 |           |                                         |
| Waas 26’ (aut.) | Marcatori | 16’, 30’, 52’ Völler 49’ Waas 60’ Sidka |

| Arbitro: | Brückner |

|                       |           |                   |
| Fagot 15’ Lehmann 86’ | Marcatori | 60’ (rig.) Derigs |

| Arbitro: | Jupe |

|  |           |               |
|  | Marcatori | 23’, 90’ Lenz |

| Arbitro: | Retzmann |

|                     |           |             |
| Bittcher 38’ (aut.) | Marcatori | 26’ Drexler |

| Arbitro: | Risse |

|                          |           |  |
| Bertrams 8’ Grünther 58’ | Marcatori |  |

| Arbitro: | Assenmacher |

|  |           |          |
|  | Marcatori | 75’ Hein |

| Arbitro: | Schraivogel |

|  |           |               |
|  | Marcatori | 14’, 22’ Linz |

| Arbitro: | Möller |

|             |           |                                     |
| Löffler 20’ | Marcatori | 7’, 48’, 80’ (rig.) Schatzschneider |

| Arbitro: | Michel |

|                                     |           |                 |
| Pirrung 11’ Kammer 25’ Nathmann 33’ | Marcatori | 43’ (rig.) Linz |

| Arbitro: | Engel |

|                  |           |                          |
| Schwehr 24’, 56’ | Marcatori | 22’ Schaub 77’ Schneider |

| Arbitro: | Messmer |

|                                                 |           |            |
| Killmaier 54’ Remark 66’ Wesseler 67’ Stöhr 78’ | Marcatori | 25’ Kuntze |

| Arbitro: | Eli |

|                                 |           |                     |
| Öttle 11’ Konschal 30’ Linz 72’ | Marcatori | 50’ Rolff 89’ Gless |

| Arbitro: | Luca |

|                                               |           |  |
| Grzelak 23’ Piller 44’ Jüllich 73’ Meisel 76’ | Marcatori |  |

| Arbitro: | Ross |

|  |           |                                 |
|  | Marcatori | 12’ Pallaks 14’ Brück 78’ Kempa |

| Arbitro: | Zimmermann |

|                                      |           |                          |
| Bugla 6’, 36’ Klinger 25’ Herget 72’ | Marcatori | 48’ Löffler 55’ Obermann |

| Arbitro: | Klauser |

|               |           |                                  |
| Schneider 39’ | Marcatori | 28’ Täuber 54’ Nickel 74’ Turcik |

### Coppa di Germania
| Arbitro: | Schlegel |

|                                        |           |  |
| Linz 17’ Schwehr 20’ Braun 64’ Faß 72’ | Marcatori |  |

| Arbitro: | Schäfer |

|                                                   |           |          |
| Schulz 11’ Schwehr 42’, 63’ Respondek 73’ Lay 83’ | Marcatori | 18’ Zerr |

| Arbitro: | Strigel |

|                       |           |  |
| Schwehr 6’ Kuntze 54’ | Marcatori |  |

| Arbitro: | Brückner |

|  |           |                                        |
|  | Marcatori | 28’ Dremmler 54’ Hoeneß 79’ Rummenigge |

## Statistiche

### Statistiche di squadra
| Competizione      | Punti | In casa | In casa | In casa | In casa | In casa | In casa | In trasferta | In trasferta | In trasferta | In trasferta | In trasferta | In trasferta | Totale | Totale | Totale | Totale | Totale | Totale | DR  |
| Competizione      | Punti | G       | V       | N       | P       | Gf      | Gs      | G            | V            | N            | P            | Gf           | Gs           | G      | V      | N      | P      | Gf     | Gs     | DR  |
| ----------------- | ----- | ------- | ------- | ------- | ------- | ------- | ------- | ------------ | ------------ | ------------ | ------------ | ------------ | ------------ | ------ | ------ | ------ | ------ | ------ | ------ | --- |
| 2. Bundesliga     | 23    | 19      | 6       | 5       | 8       | 29      | 37      | 19           | 1            | 4            | 14           | 23           | 51           | 38     | 7      | 9      | 22     | 52     | 88     | -36 |
| Coppa di Germania | -     | 4       | 3       | 0       | 1       | 11      | 4       | 0            | 0            | 0            | 0            | 0            | 0            | 4      | 3      | 0      | 1      | 11     | 4      | +7  |
| Totale            | 23    | 23      | 9       | 5       | 9       | 40      | 41      | 19           | 1            | 4            | 14           | 23           | 51           | 42     | 10     | 9      | 23     | 63     | 92     | -29 |

### Andamento in campionato
| Giornata  | 1 | 2 | 3 | 4 | 5 | 6 | 7 | 8 | 9  | 10 | 11 | 12 | 13 | 14 | 15 | 16 | 17 | 18 | 19 | 20 | 21 | 22 | 23 | 24 | 25 | 26 | 27 | 28 | 29 | 30 | 31 | 32 | 33 | 34 | 35 | 36 | 37 | 38 |
| --------- | - | - | - | - | - | - | - | - | -- | -- | -- | -- | -- | -- | -- | -- | -- | -- | -- | -- | -- | -- | -- | -- | -- | -- | -- | -- | -- | -- | -- | -- | -- | -- | -- | -- | -- | -- |
| Luogo     | C | T | C | T | C | T | T | C | T  | C  | T  | C  | T  | C  | T  | C  | T  | C  | T  | T  | C  | T  | C  | T  | C  | C  | T  | C  | T  | C  | T  | C  | T  | C  | T  | C  | T  | C  |
| Risultato | V | N | N | N | V | P | N | N | P  | V  | N  | V  | P  | P  | P  | N  | P  | V  | P  | P  | P  | P  | P  | P  | P  | N  | P  | P  | V  | P  | P  | N  | P  | V  | P  | P  | P  | P  |
| Posizione | 2 | 4 | 4 | 3 | 2 | 6 | 7 | 7 | 12 | 9  | 9  | 7  | 9  | 11 | 12 | 12 | 14 | 12 | 12 | 13 | 15 | 17 | 17 | 18 | 18 | 18 | 19 | 19 | 18 | 18 | 18 | 18 | 18 | 18 | 18 | 18 | 18 | 19 |

Legenda:

Luogo: C = Casa; T = Trasferta. Risultato: V = Vittoria; N = Pareggio; P = Sconfitta.

### Statistiche dei giocatori
| Giocatore      | 2. Bundesliga | 2. Bundesliga | 2. Bundesliga | 2. Bundesliga | Coppa di Germania | Coppa di Germania | Coppa di Germania | Coppa di Germania | Totale   | Totale | Totale      | Totale     |
| Giocatore      | Presenze      | Reti          | Ammonizioni   | Espulsioni    | Presenze          | Reti              | Ammonizioni       | Espulsioni        | Presenze | Reti   | Ammonizioni | Espulsioni |
| -------------- | ------------- | ------------- | ------------- | ------------- | ----------------- | ----------------- | ----------------- | ----------------- | -------- | ------ | ----------- | ---------- |
| K. Armbrust    | 14            | 0             | 0             | 0             | 0                 | 0                 | 0                 | 0                 | 14       | 0      | 0           | 0          |
| A. Braun       | 23            | 0             | 2             | 0             | 3                 | 1                 | 0                 | 0                 | 26       | 1      | 2           | 0          |
| K. Bühler      | 0             | 0             | 0             | 0             | 1                 | 0                 | 0                 | 0                 | 1        | 0      | 0           | 0          |
| H. Derigs      | 28            | 8             | 5             | 0             | 4                 | 0                 | 0                 | 0                 | 32       | 8      | 5           | 0          |
| W. Dotzauer    | 22            | 0             | 0             | 0             | 4                 | 0                 | 0                 | 0                 | 26       | 0      | 0           | 0          |
| V. Faß         | 32            | 0             | 7             | 0             | 4                 | 1                 | 0                 | 0                 | 36       | 1      | 7           | 0          |
| U. Klausmann   | 35            | 0             | 7             | 0             | 4                 | 0                 | 1                 | 0                 | 39       | 0      | 8           | 0          |
| H. Konschal    | 20            | 1             | 6             | 0             | 1                 | 0                 | 0                 | 0                 | 21       | 1      | 6           | 0          |
| M. Kuntze      | 28            | 1             | 3             | 0             | 2                 | 1                 | 0                 | 0                 | 30       | 2      | 3           | 0          |
| U. Lay         | 36            | 1             | 7             | 0             | 4                 | 1                 | 0                 | 0                 | 40       | 2      | 7           | 0          |
| J. Linsenmaier | 1             | 0             | 1             | 0             | 0                 | 0                 | 0                 | 0                 | 1        | 0      | 1           | 0          |
| P. Linz        | 31            | 14            | 8             | 0             | 4                 | 1                 | 1                 | 0                 | 35       | 15     | 9           | 0          |
| U. Löffler     | 33            | 3             | 2             | 0             | 3                 | 0                 | 0                 | 0                 | 36       | 3      | 2           | 0          |
| R. Obermann    | 9             | 1             | 1             | 0             | 1                 | 0                 | 0                 | 0                 | 10       | 1      | 1           | 0          |
| R. Obermüller  | 36            | 2             | 1             | 0             | 4                 | 0                 | 0                 | 0                 | 40       | 2      | 1           | 0          |
| N. Piechowsky  | 2             | 0             | 0             | 0             | 0                 | 0                 | 0                 | 0                 | 2        | 0      | 0           | 0          |
| M. Respondek   | 25            | 3             | 4             | 0             | 4                 | 1                 | 0                 | 0                 | 29       | 4      | 4           | 0          |
| T. Schneider   | 6             | 1             | 0             | 0             | 0                 | 0                 | 0                 | 0                 | 6        | 1      | 0           | 0          |
| K. Schulz      | 35            | 3             | 1             | 1             | 3                 | 1                 | 1                 | 0                 | 38       | 4      | 2           | 1          |
| H. Schwehr     | 35            | 10            | 5             | 0             | 4                 | 4                 | 0                 | 0                 | 39       | 14     | 5           | 0          |
| R. Öttle       | 20            | 1             | 5             | 0             | 1                 | 0                 | 0                 | 0                 | 21       | 1      | 5           | 0          |